# Fifi et ses floramis
Fifi et ses floramis (Fifi and the Flowertots) est une série d'animation britannique créée par Keith Chapman, produite par Chapman Entertainment et Cosgrove Hall Films, et diffusée entre le 2 mai 2005 et le 5 juillet 2010 sur Five.
En France, elle a été diffusée en 2006 sur France 5 dans l'émission Midi les Zouzous, puis en 2008 sur Piwi, et sur Nickelodeon Junior. Elle reste inédite dans le reste de l'Europe francophone.

## Synopsis
Les aventures et les activités d'un groupe de personnages à base de fleurs dans le jardin.

## Fiche technique
- Titre original : Fifi and the Flowertots
- Titre français : Fifi et ses floramis
- Création : Keith Chapman
- Société(s) de production : Chapman Entertainment (en) et Cosgrove Hall Films
- Société(s) de distribution : HIT Entertainment (Amérique du Nord)[2]
- Pays d'origine : Royaume-Uni
- Langue originale : anglais
- Format : couleur — 35 mm — 1,78:1 — son stéréo
- Genre : Animation
- Durée : 10 minutes
- Nombre d'épisodes : 104 (2 saisons)
- Dates de première diffusion :
  -  Royaume-Uni : 2 mai 2005
  -  France : 2006 (?)

## Distribution

### Voix originales
Saison 1
- Fran Brill : Fifi / Primrose (Primevère) / Violet (Violette)
- Karen Prell : Aunt Tulip (tante Tulipe)
- Alice Dinnean : Poppy / Webby
- Martin P. Robinson : Slugsy
- David Rudman (en) : Diggly
- Rowell Gormon : Stingo (Kipik)
- Jerry Nelson : Bumble
- Caroll Spinney : Hornetto

Saison 2
- Karen Prell : Fifi / Violet (Violette) / Aunt Tulip (tante Tulipe) / Buttercup
- Amanda Maddock : Primrose (Primevère) / Dais
- Alice Dinnean : Poppy
- Martin P. Robinson : Slugsy / Diggly
- Rowell Gormon : Stingo (Kipik) / Bumble
- Caroll Spinney : Hornetto / Flutterby

### Voix françaises
- Anouck Hautbois : Fifi, Ariane
- Fily Keita : Violette, Tante Tulipe, interprète du générique
- Dimitri Rougeul : Babou
- Laurence Sacquet : Cliquot
- Hervé Rey : Pipo, Bavouille
- Paolo Domingo : Kipik
- Marc Bretonnière : voix additionnelles
- Naiké Fauveau : interprète du générique

- Version française
  - Studio de doublage : SOFI
  - Direction artistique : Marc Bretonnière, Érik Colin et Blanche Ravalec
  - Adaptation : ?

 Source et légende : version française (VF) sur RS Doublage

## Épisodes

### Saison 1
- Le Concours de Fifi
- Chamaillerie de Floramis
- Babou s'enrhume
- Bavouille sent mauvais
- Babou fait tout refaire
- Babou se dévoue
- Kipik est collé
- Une découverte excitante
- Le Grand Vol de Babou
- Myrtilles surprises
- Le Plus Beau des tableaux
- L'Anniversaire de Violette
- Faites confiance à Kipik
- Les flans à la boue
- La Chasse au trésor
- La Journée du sport
- Fifi fi-fa-fo-foum
- La Belle Vie à la plage
- Fifi prend les choses en main
- Un nouveau jeu rigolo
- Tricoter et détricoter
- Pipo le boutonneux
- Restez comme vous êtes
- La Guêpe qui faisait “aïe”
- Primevère et le Parfum qui empeste
- Surprise en chocolat
- Pipo apprend à danser
- Apprendre à voler
- Fifi et ses Floramis croquent la vie
- La Reine de bal
- L'Épouvantail de Fifi
- La Soupe du jour
- Les Exagérations de Fifi
- Concours de jardinage
- Les Yeux plus gros que le ventre
- Trou de mémoire
- La Journée de repos de Fifi
- Kipik et les courses
- Un goûter mouvementé
- Le Concert florami
- Danse et Barbecue
- La fête foraine
- Gadouille la gloutonne
- Chantons en chœur
- Pipo le jardinier
- Le Sauvetage de Bavouille
- Milkshake
- L'Arc-en-ciel
- Matin gelé chez Fifi
- La Journée de repos de Cliquot
- Le Match de foot
- Le Bracelet de l'amitié

### Saison 2
- Les Joies du jardinage
- Babou a peur du noir
- Le Pot de miel
- Tout le monde danse
- Le Roi Kipik
- Une belle partie de cache-cache
- Les Meilleurs Amis
- La Grande Aventure
- Le Terrain de jeu
- Vive la boue !
- Kipik fait le vilain
- Le plus grand
- Un déjeuner très spécial
- Fifi, tu me manques
- Primevère, la princesse
- L'Affaire du collier
- Un docteur chez les Floramis
- Le Déménagement
- La Chanson
- Le Pont
- Le Festival des fleurs
- La Tarte au potiron
- Le Lapin perdu
- Inspecteur Kipik
- Une journée bien remplie
- La Leçon de vélo
- Le Film de Fifi
- Pipo et le génie
- Une histoire de voiture
- La Carotte
- Les Crêpes de Fifi
- Le Poney de Fifi
- Le Carnaval
- Tempête dans le jardin
- Le Cousin Pikou
- Une surprise pour Kipik
- Un beau toboggan
- Le Taxi des Floramis
- Une fête pour Fifi
- Primevère s'envole
- Bavouille amoureux
- Neige chez les Floramis
- Le Mystère du jardin des Floramis
- Kipik recycle
- La Leçon de politesse
- On a perdu Gadouille
- La Grande Course
- Les Myrtilles volantes
- De la neige pour tous
- Tour de magie
- Babou sauveteur
- Des invités encombrants